# Michal Tošovský
Michal Tošovský (16. února 1951 – 5. listopadu 2005) byl český politik za Občanskou demokratickou stranu, po sametové revoluci československý poslanec Sněmovny národů Federálního shromáždění, později náměstek ministra dopravy, člen řídících orgánů státních firem a aktivista antibyrokratických sdružení.

## Biografie
Ve volbách roku 1992 byl zvolen za ODS, respektive za koalici ODS-KDS, do české části Sněmovny národů (volební obvod Praha). Ve Federálním shromáždění setrval do zániku Československa v prosinci 1992. Byl členem Výkonné rady ODS. Zastával post předsedy Úřadu pro technickou normalizaci, metrologii a státní zkušebnictví, náměstka ministra dopravy a spojů, člena prezídia Fondu národního majetku a místopředsedy Komise pro odstraňování byrokratické zátěže. Zasedal v správní radě Českých drah, byl předsedou dozorčí rady Českého Telecomu, provozním ředitelem soukromého zdravotního zařízení, výkonným ředitelem pro řízení rizik Českého Telecomu. Počátkem 21. století se angažoval v antibyrokratických sdruženích. Byl poradcem sdružení eStat.cz a členem řídícího výboru Českého institutu členů správních orgánů. Díky jeho iniciativě byl zformulován návrh zákona pro redukci byrokracie (takzvaný Tošovského zákon).
Zemřel 5. listopadu 2005 po automobilové nehodě. Na jeho počest je udělována antibyrokratická Cena Michala Tošovského.